# ویکی‌پدیای مصری
ویکی‌پدیای مصری (به عربی: ويكيبيديا مصرى) نسخهٔ دانشنامهٔ آزاد ویکی‌پدیا به زبان عربی مصری است. این دانشنامه جایگزینی برای ویکی‌پدیای عربی برای عرب‌زبان‌ها با لهجهٔ مصری است. این وبگاه در تاریخ ۲۴ نوامبر ۲۰۰۸ بنیانگذاری شده‌است.
این دانشنامه تا ۱۹ اوت ۲۰۱۱ با بیش از ۷٬۸۳۰ مقاله در ردهٔ یکصدوسیزدهم ویکی‌پدیاها قرار گرفته‌است.
این دانشنامه در ۲ تیر ۱۳۹۹ (۲۲ ژوئن ۲۰۲۰) با ۷۴۱٬۰۰۰ مقاله از ویکی‌پدیای فارسی پیشی گرفت و به رتبهٔ ۱۸ صعود کرد.
و یکماه بعد در تاریخ ۹ مرداد ۱۳۹۹ (۹ اوت ۲۰۲۰) با ۱٬۰۳۶٬۶۲۱ مقاله از ویکی‌پدیای اوکراینی نیز پیشی گرفت و به رتبهٔ ۱۷ بالا رفت.
ویکی‌پدیای مصری، هم‌اکنون، تعداد ۲۵۸٬۳۴۶ کاربرِ ثبت‌نام‌کرده، ۷ مدیر، و ۱٬۶۲۶٬۶۶۴ مقاله دارد.